# Spółdzielcze lokatorskie prawo do lokalu mieszkalnego
Spółdzielcze lokatorskie prawo do lokalu mieszkalnego – prawo do lokalu będące jedną z form korzystania z lokali spółdzielczych.
Umowa o ustanowienie spółdzielczego lokatorskiego prawa do lokalu mieszkalnego polega na tym, że spółdzielnia mieszkaniowa przekazuje członkowi spółdzielni lokal do używania, a ten zobowiązuje się do wniesienia wkładu mieszkaniowego i ponoszenia opłat zgodnych z ustawą oraz statutem spółdzielni. Prawo to może przysługiwać członkowi spółdzielni samodzielnie lub wspólnie z jego małżonkiem. Jest niezbywalne, nie podlega dziedziczeniu ani egzekucji komorniczej.
Spółdzielcze lokatorskie prawo do lokalu nie jest zaliczane przez ustawodawcę do katalogu ograniczonych praw rzeczowych, a swą strukturą najbliższe jest prawie najmu. Pozycja członka spółdzielni jest jednak mocniejsza niż zwykłego najemcy lokalu. Członkowie spółdzielni mają wgląd w rozliczenia finansowe spółdzielni, mają prawo współdecydować o jej działaniach, mogą ubiegać się też o przekształcenie tego prawa we własność.
Dominujące w spółdzielczości mieszkaniowej w okresie PRL spółdzielcze lokatorskie prawo do lokalu staje się zaszłością.
Maksymalną wielkość zasobu spółdzielczych mieszkań lokatorskich w Polsce (na poziomie około 1,6 mln) osiągnięto w latach 1990–1993. W 2007 roku wielkość zasobu lokatorskiego wynosiła 7 tys. mieszkań, co stanowiło 22% spółdzielczych mieszkań ogółem i 5% zasobu mieszkaniowego w Polsce. W 2010 roku udział zasobu lokatorskiego spadł blisko do zera w stosunku do zasobu ogółem w Polsce.